# NGC 377
 NGC 377 là một thiên hà xoắn ốc nằm trong chòm sao Kình Ngư. Nó được phát hiện vào ngày 15 tháng 10 năm 1885 bởi Francis Leavenworth. Nó được Dreyer mô tả là "rất mờ nhạt, rất nhỏ, mở rộng ra nhiều, đột nhiên sáng hơn giữa và nhân." 